# 斯維普岩
62°35′S 61°38′W / 62.583°S 61.633°W
斯維普岩（Svip Rocks），是南極洲的岩石，位於南設得蘭群島，處於拉吉德島西北面17公里，由讓-巴蒂斯特·夏古率領的法國探險隊繪入地圖，現時由南極條約體系管理。